# فلانتين شفتشينكو
فلانتين شفتشينكو هو منافس ألعاب قوى أوكراني، ولد في 5 يونيو 1948.

## وصلات خارجية
- فلانتين شفتشينكو على موقع الاتحاد الدولي لألعاب القوى (الإنجليزية)
- فلانتين شفتشينكو على موقع أوليمبيديا (الإنجليزية)